# Margit Papp
Margit Papp (Hungría, 30 de abril de 1948) es una atleta húngara retirada especializada en la prueba de heptalón, en la que consiguió ser campeona europea en 1978.

## Carrera deportiva
En el Campeonato Europeo de Atletismo de 1978 ganó la medalla de oro en la competición de heptalón, logrando un total de 4655 puntos, superando a las alemanas Burglinde Pollak (plata con 4600 puntos) y Kristine Nitzsche (bronce con 4599 puntos).